# トイラン
トイラン（Toy Run）とはオートバイユーザーによって行われるボランティア活動の一つで、施設で保護されている児童におもちゃ(TOY)を届けるために走る(RUN)イベントである。

## 概要
1980年頃アメリカで発祥したトイランは、近年ではアメリカ国内の各都市で数千台のオートバイが街中をパレードし、最終目的地の集積場に持参したおもちゃを積み上げてトラックに積み直して各施設に届けている。
日本では1986年に中山孝志が主催したTOYRUNが始まりで、以来、毎年兵庫県でキャンプミーティングが行われている

。
クリスマスシーズンに合わせて行うトイランは「クリスマス・トイラン」(Xmas Toy Run)と呼ばれる。2000年、ハーレーオーナズグループ（略称H.O.G.）の旧練馬チャプターがサンタの衣装を着て児童養護施設訪問をしたものがH.O.G.会報誌に取り上げられ、日本国内の米軍基地をはじめ、各地で小規模で行われるようになった。2008年、都内を旧練馬チャプターの流れを汲んでハーレーオーナーを中心とするグループ、ハーレーサンタCLUBが「オレンジリボン児童虐待防止キャンペーン」のスローガンの下、クリスマス・トイラン・パレードを約100台で行った。